# Портативний дихальний апарат

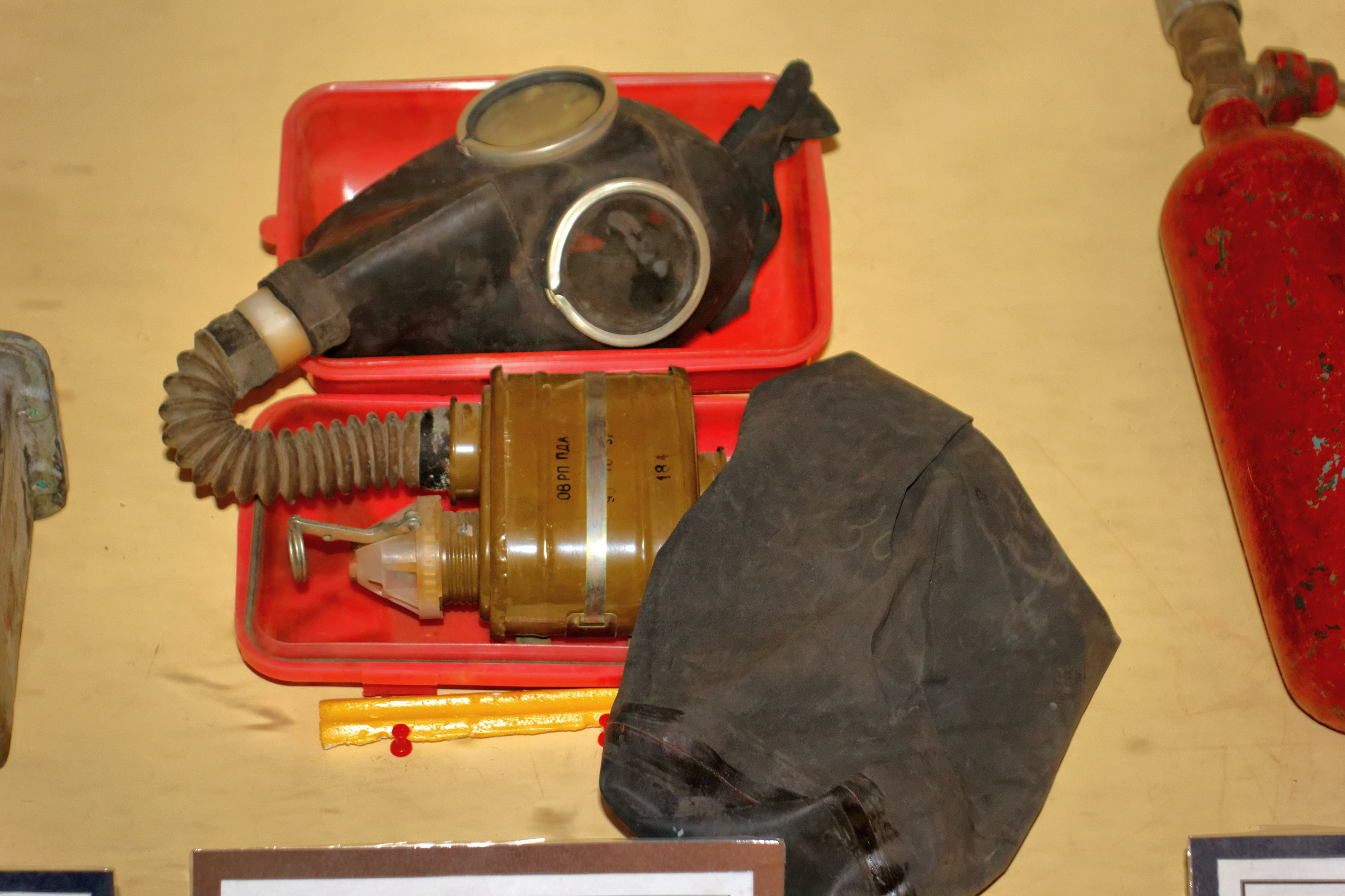
Портативний дихальний апарат підводника в експозиції Військово-морського музейного комплексу «Балаклава»

Портативний дихальний апарат (ПДА, ПДУ) — тип автономних дихальних апаратів із закритим контуром, призначених для негайного захисту органів дихання, очей і шкіри обличчя людини від диму та токсичних газів, а також у випадку нестачі кисню в навколишньому середовищі, при виконанні екіпажем підводного човна короткочасних (до 15 хвилин) первинних заходів з боротьби за живучість корабля, попередження розвитку аварії, евакуації особового складу з загазованої зони або до його включення в загальні ШДА (шлангові дихальні апарати) та ізолюючі протигази (ІП-6) чи індивідуальні дихальні апарати (ІДА-59) для продовження ліквідації аварії. ПДА також використовуються гірниками на вугільних шахтах і інших гірничодобувних підприємствах в якості саморятувальників. Можуть використовуватись також в хімічній, металургійній та газової промисловості в умовах загазованої атмосфери при аваріях. Основні види портативних дихальних апаратів радянського виробництва ПДА, ПДА-3, ПДА-3М, а також портативні дихальні пристрої ПДУ-2 і ПДУ-5.

## Принцип дії і характеристики
Портативний дихальний апарат є постійноносимим і готовим до негайного використання індивідуальним спорядженням одноразової дії. Конструкція апарата дозволяє швидко використати його повторно після заміни регенераційного патрона за допомогою спеціального пристосування РМП-1.
ПДА є ізолюючим засобом захисту на хімічно пов'язаному кисні, за рахунок дихальної суміші, створюваної одноразовим регенеративним патроном. Принцип його дії заснований на властивості надпероксиду калію і натрію виділяти кисень при взаємодії з вуглекислим газом. ПДА працює за рахунок поглинання видихуваних людиною вологи і двоокису вуглецю хімічним регенеративним брикетом при одночасному виділенні з нього кисню. Апарат має пусковий пристрій з регенеративним патроном, що виділяє за 20-40 секунд не менше 10 літрів кисню.
Основні частини ПДА і ПДА-3 — регенеративний патрон з пусковим пристроєм, дихальний мішок, гофрована трубка з маскою МПДА, футляр з кришкою, ремені (поясний, плечовий і шийний). Голосовий зв'язок у спорядженому ПДА (як при безпосередньому спілкуванні, так і при роботі з технічними засобами зв'язку) здійснюється без зняття маски через потоншену частина маски навпроти рота. ПДУ-2, в якому на відміну від ПДА до гофрованої трубки замість маски приєднаний загубник (передбачені також носовий затискач і окуляри), для голосового зв'язку непристосований.
|                                                              | ПДУ-2   | ПДА     | ПДА-3     |
| ------------------------------------------------------------ | ------- | ------- | --------- |
| Час перебування (термін дії регенеративного патрона), хвилин |         |         |           |
| - при важкому фізичному навантаженні                         | 4       | 7       | 15        |
| - при середньому фізичному навантаженні                      | 10      | 15      | 50        |
| - в стані спокою (при очікуванні допомоги)                   | 50      | 80      | 240       |
| Опір диханню, мм вод. ст.                                    | 150     | 150     | 100       |
| Робочий інтервал температур, °С                              | 0 — +50 | 0 — +50 | -20 — +40 |
| Маса робочої частини, кг                                     | 1,5     | 1,8     | 3,1       |

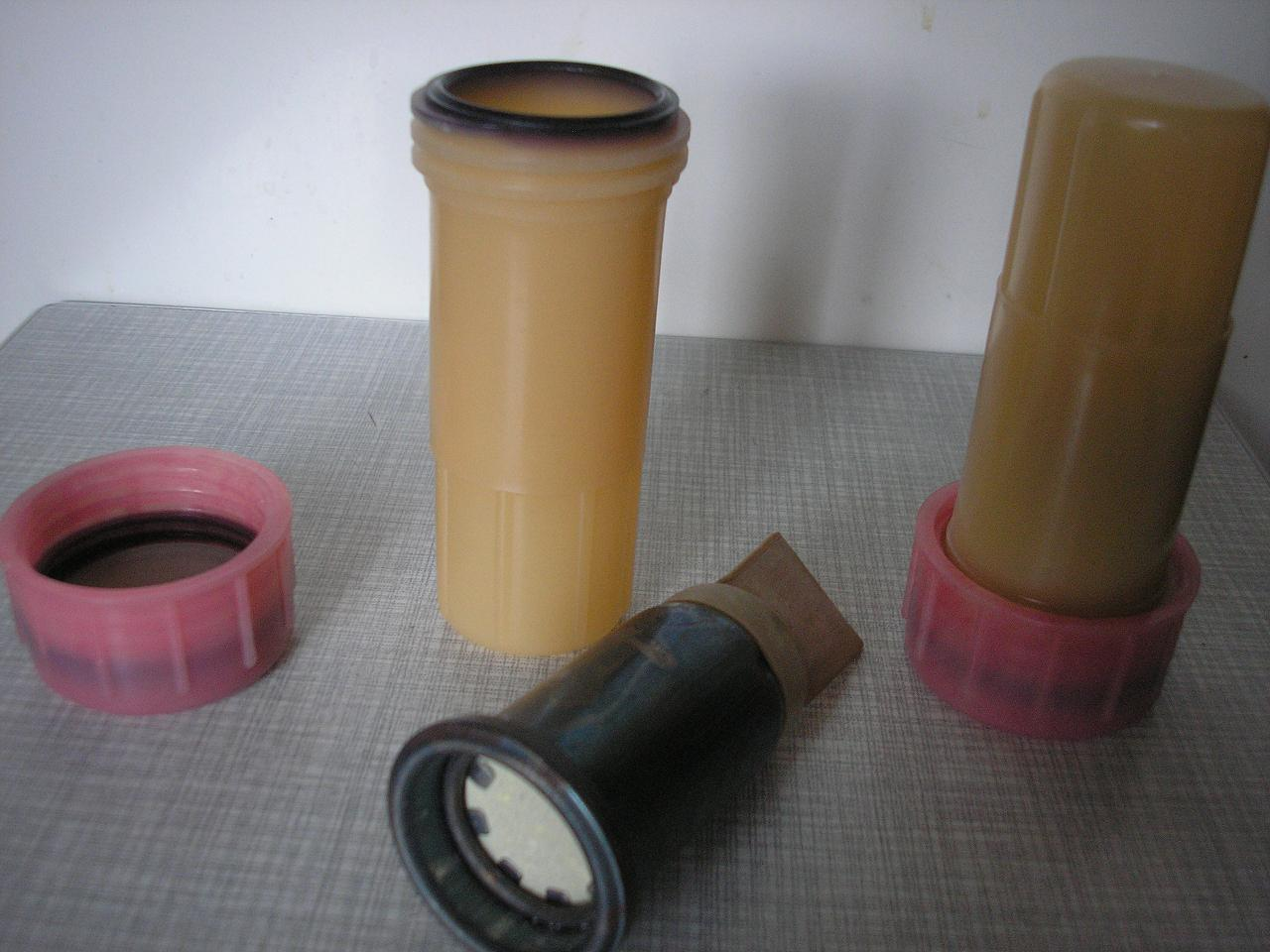
Змінний регенеративний патрон і пенал для його тимчасового зберігання

В залежності від умов бойової обстановки портативний дихальний апарат може перебувати в положеннях «наготові» і «бойовому». У положенні «наготові» футляр з відповідними складовими частинами ПДА постійно носять на лівому боці. На відпочинку дозволяється розміщувати ПДА на відстані не більше метра від себе. Включення в ПДА здійснюється самостійно або за наказом. Для включення в ПДА необхідно відкрити футляр ПДА, надіти маску і, утримуючи лівою рукою регенеративний патрон, повернути правою рукою важіль пускового пристрою на 180° після чого зробити різкий видих і продовжити дихання.